# Darugha
Un darugha (en baskir: даруга, daruğa; en tártaro: cirílico даруга; en latín: daruğa, del mongol: daru-, 'presionar, sellar') fue una subdivisión territorial de Asia Central en el imperio mongol. También designaba, en sentido amplio, al gobernador de esos territorios. Un darugha estaba gobernado por un darughachi (даругачи) en mongol, o daruga-Bek (даруга-бек) entre los pueblos turcos.
Más tarde, el término fue usado para la provincia, particularmente en el janato de Kazán y los janatos siberianos en los siglos XV-XVI, y finalmente en las partes de población turca del Imperio ruso en los siglos XVI-XVIII.
En la Persia safávida, era un título que significaba prefecto. Por ejemplo, algunos de los muchos darughas de los safávidas fueron Constantino II de Kajetia o Mirman Mirimanidze.
En 1762, los baskires controlaban los darughas de Kazán, Nogai, Osin y Siberia.
En el Imperio mogol del sur de Asia, darugha era el título del oficial de policía del distrito. Este título se mantuvo hasta el siglo XX durante el Raj británico. También se convirtió en un término administrativo militar ruso en el siglo XVII, probablemente bajo la influencia del pueblo mongol de los calmucos.